# LM-геш
LM-геш, або LAN Manager геш — один з форматів, використовуваних Microsoft LAN Manager і версіями Microsoft Windows до Windows Vista для зберігання призначених для користувача паролів довжиною менше 15 символів. Це єдиний вид хешування, який використовується в Microsoft LAN Manager, звідки і походить назва, і у версіях Windows до Windows Me. Він також підтримується і більш пізніми версіями Windows для зворотної сумісності, хоча в Windows Vista його доводиться включати вручну.

## Алгоритм
LM-хеш обчислюється наступним чином:
1. Пароль користувача приводиться до верхнього регістру.
2. Пароль доповнюється нулями або обрізається до 14 байтів.
3. Отриманий пароль поділяється на дві частини по 7 байтів.
4. Ці значення використовуються для створення двох ключів DES, по одному для кожної 7-байтовій половинки, при цьому 7 байтів розглядаються як бітовий потік і після кожних 7 бітів вставляється нуль. Так створюються 64 біта, необхідні для ключа DES.
5. Кожен з цих ключів використовується для DES-шифрування ASCII-рядка «KGS!@#$%», в результаті виходять два 8-байтових шифрованих значення.
6. Дані зашифровані значення з'єднуються в 16-байтове значення, яке є LM-гешем.

## Уразливості захисту
Незважаючи на те, що LM-геш заснований на якісному блоковому шифрі DES, він може бути легко атакований для підбору пароля через дві вразливості в його реалізації. По-перше, паролі довше 7 символів розділяються на дві частини, і кожна частина хешується окремо. По-друге, всі символи нижнього регістру приводяться до верхнього до хешування пароля. Перша уразливість дозволяє атакувати кожну частину пароля окремо. Хоча й існує {\displaystyle 95^{14}\approx 2^{92}} різних паролів складених з видимих ASCII-символів, але можна скласти тільки {\displaystyle 95^{7}\approx 2^{46}} різних 7-байтових частин пароля, використовуючи одну кодову таблицю. Обмеження набору символів через перетворення до верхнього регістру також скорочує кількість варіантів до {\displaystyle 69^{7}\approx 2^{43}}. Застосувавши brute force атаку окремо до кожної половини, сучасні персональні комп'ютери можуть підібрати буквено-цифровий LM-геш за кілька годин.
Так як LM-геш не використовує випадкових послідовностей, на нього також можливі словникові криптоаналітичні атаки, такі як райдужні таблиці. У 2003 році була опублікована Ophcrack — атака, реалізована на основі райдужних таблиць. Вона використовує всі уразливості LM-шифрування і включає базу даних, достатню для злому практично всіх число-символьних LM-гешів за кілька секунд. Багато утиліт для злому, такі як RainbowCrack, L0phtCrack і Cain, зараз також включають такі атаки, що робить злом LM-гешів тривіальним.
Реагуючи на дані уразливості, закладені в LM-шифрування, Microsoft представила Windows NT 3.1 алгоритм NTLM. Хоча LAN Manager і вважається застарілим і сучасні версії ОС Windows використовують більш надійний NTLM алгоритм хешування, всі ОС Windows досі за замовчуванням розраховують і зберігають LM-геш для сумісності з LAN Manager і Windows Me або більш старими клієнтами. Вважається, що відключення цієї можливості, коли вона не потрібна, підвищує безпеку.
Microsoft заявляла, що підтримка LM-хешування буде повністю усунена в ОС Windows Vista. Незважаючи на це, в поточному релізі Vista міститься підтримка LM-гешу, хоча і відключена за замовчуванням. Її можна включити в «Локальних політиках безпеки» з утиліт «Адміністрування».

## Паролі особливо уразливі при LM-хешуванні
Через розбиття паролів, що складаються із 7 і менше символів особливо уразливі, так само як і ті, що складаються з слова довжиною до 7 символів, за яким випливає інше поширене слово або єдиний символ. Між тим, так як LM-хешування не застосовується до паролів довжиною 15 символів і більше, вони відносно стійкі. Якщо не використовуються версії сімейства Windows 9x, підтримка і використання LM-гешу може бути відключена.

## Причини для подальшого використання
| продукт         | підтримка NTLMv1      | підтримка NTLMv2                                                            |
| --------------- | --------------------- | --------------------------------------------------------------------------- |
| Windows NT 3.1  | RTM (1993)            | не підтримується                                                            |
| Windows NT 3.5  | RTM (1994)            | не підтримується                                                            |
| Windows NT 3.51 | RTM (1995)            | не підтримується                                                            |
| Windows NT 4    | RTM (1996)            | з пакетом оновлень 4 (25 жовтня 1998)                                       |
| Windows 95      | не підтримується      | Клієнт служби каталогів (випущений з Windows 2000 сервером, 17 лютого 2000) |
| Windows 98      | RTM                   | Клієнт служби каталогів (випущений з Windows 2000 сервером, 17 лютого 2000) |
| Windows 2000    | RTM (17 лютого 2000)  | RTM (17 лютого 2000)                                                        |
| Windows ME      | RTM (14 вересня 2000) | Клієнт служби каталогів (випущений з Windows 2000 сервером, 17 лютого 2000) |
| Samba           | ?                     | версія 3.0 (24 вересня 2003)                                                |
| JCIFS           | не підтримується      | версія 1.3.0 (25 жовтня 2008)                                               |
| IBM AIX (SMBFS) | 5.3 (2004)            | Не підтримується у версії 7.1                                               |